# Каттанео, Елена
Елена Каттанео (итал. Elena Cattaneo, род. 22 октября 1962) — итальянский профессор фармакологии, сооснователь и директор Центра исследований стволовых клеток при Миланском университете, лауреат ордена «За заслуги перед Итальянской Республикой». С 30 августа 2013 года она была назначена Президентом Италии одним из пожизненных сенаторов Италии. Каттанео использовала свое положение, чтобы противостоять необоснованным претензиям компаний, предлагающих лекарства из стволовых клеток.

## Биография
Елена Каттанео родилась 22 октября 1962 года в Милане. После окончания (с отличием) в 1986 году фармакологического факультета Миланского университета, она переехала в Бостон в США, где в течение нескольких лет проходила специализацию в Массачусетском технологическом институте. Она изучала дифференцировку нервных стволовых клеток в области мозга, связанной с дегенеративными заболеваниями, под руководством профессора Рональда Маккея. Еще одним из её наставников был профессор Андерс Бьерклунд из Университета Лунда. Некоторое время она провела с ним в Швеции, изучая методы прививания, пригодные для стволовых клеток. Возвратившись в Италию, она начала свою академическую карьеру в Миланском университете. Она жила в Бругерио и работала в Милане.
30 августа 2013 года Елена Каттанео была назначена президентом Джорджо Наполитано в Сенат Италии в качестве пожизненного сенатора, вместе с Клаудио Аббадо, Ренцо Пиано и Карло Руббиа и стала самым молодым в истории страны сенатором. Её назначение имело целью выразить признательность за её вклад в науку и вдохновить других учёных на научную карьеру.